# Guido Mancusi
Guido Mancusi (né le 14 juin 1966 à Portici) est un chef d'orchestre et compositeur austro-italien.

## Biographie
Guido Mancusi est le fils du chef d'orchestre napolitain Enrico Mancusi et de la professeure de chant viennoise Ines Mancusi. Il grandit à Naples et à Padoue. Il reçoit ses premières leçons de piano de son père, qui est un ami proche du compositeur Nino Rota. Après la mort prématurée du père, la mère décide de retourner dans sa ville natale de Vienne avec ses deux enfants.
Guido Mancusi devient soprano soliste des Petits Chanteurs de Vienne. Après la maturité du lycée de musique de Vienne (de), il commence à étudier le basson et le chant au Conservatoire de Vienne. Il étudie ensuite à l'Académie de musique et des arts du spectacle de Vienne pour la composition auprès d'Erich Urbanner et la direction d'orchestre auprès de Karl Österreicher (de), il reçoit des diplômes avec distinction. En 1992, il obtient son "magister artium" avec une thèse sur Paul Hindemith et fonde l'Ensemble Baroque Vindobona. Les premiers engagements menent le chef d'orchestre au Théâtre d'État de Basse-Autriche (de) et Cobourg, au Raimundtheater et au Theater an der Wien. Parallèlement, il assiste Ádám Fischer, Riccardo Muti à La Scala de Milan et au Festival de Bayreuth. Suivent des engagements aux opéras de Graz et de Kiel (de).
Guido Mancusi est directeur artistique du Festival d'opéra de Klosterneuburg (de) et depuis 1998, il est chef d'orchestre principal de l'orchestre du château de Schönbrunn de Vienne (de), qui se concentre sur la musique classique.
Il est chef d'orchestre au Festival de Vienne, au KlangBogen Wien (de), ainsi qu'en Angleterre, en Argentine, au Japon et aux États-Unis. Il est chef invité du "Konzertorchesters Budapest" et de l'Orchestre philharmonique slovaque, suivi d'invitations à Burgos, Tel Aviv, Rome, Stockholm, Helsinki, Montevideo et Moscou ainsi qu'avec les Orchestres Philharmoniques de Copenhague, Ljubljana et Toronto. Il dirige des premières en tant qu'invité au Wiener Kammeroper, au thêatre de Vienne (de), au Stadttheater Klagenfurt, à l'Opéra populaire de Vienne, au théâtre d'Erfurt (de) et à l'opéra d'Israël (de). De 2001 à 2007, il est chef d'orchestre principal au Stadttheater Klagenfurt.
Mancusi est directeur musical et chef d'orchestre du Volksoper de Vienne. Il dirigea notamment les opéras La Flûte enchantée, Hänsel und Gretel et les opérettes Comtesse Maritza, La Veuve joyeuse, Princesse Czardas, Die Fledermaus, Der Bettelstudent et Meine Schwester und ich. Mancusi dirige le Volksoper Orchestra dans les soirées de ballet Carmen, Carmina Burana/Prélude à l'Après-midi d'un faune/Boléro et Cendrillon.
En plus de son travail de chef d'orchestre, il est professeur à l'Université privée des beaux-arts et de musique de la ville de Vienne (de).